# Hugo Simberg

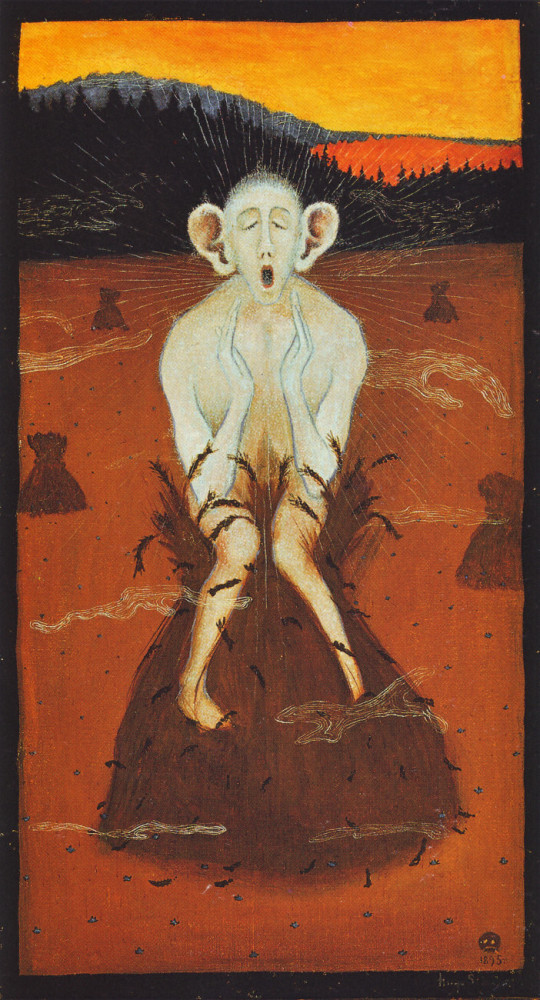
Mróz, 1895

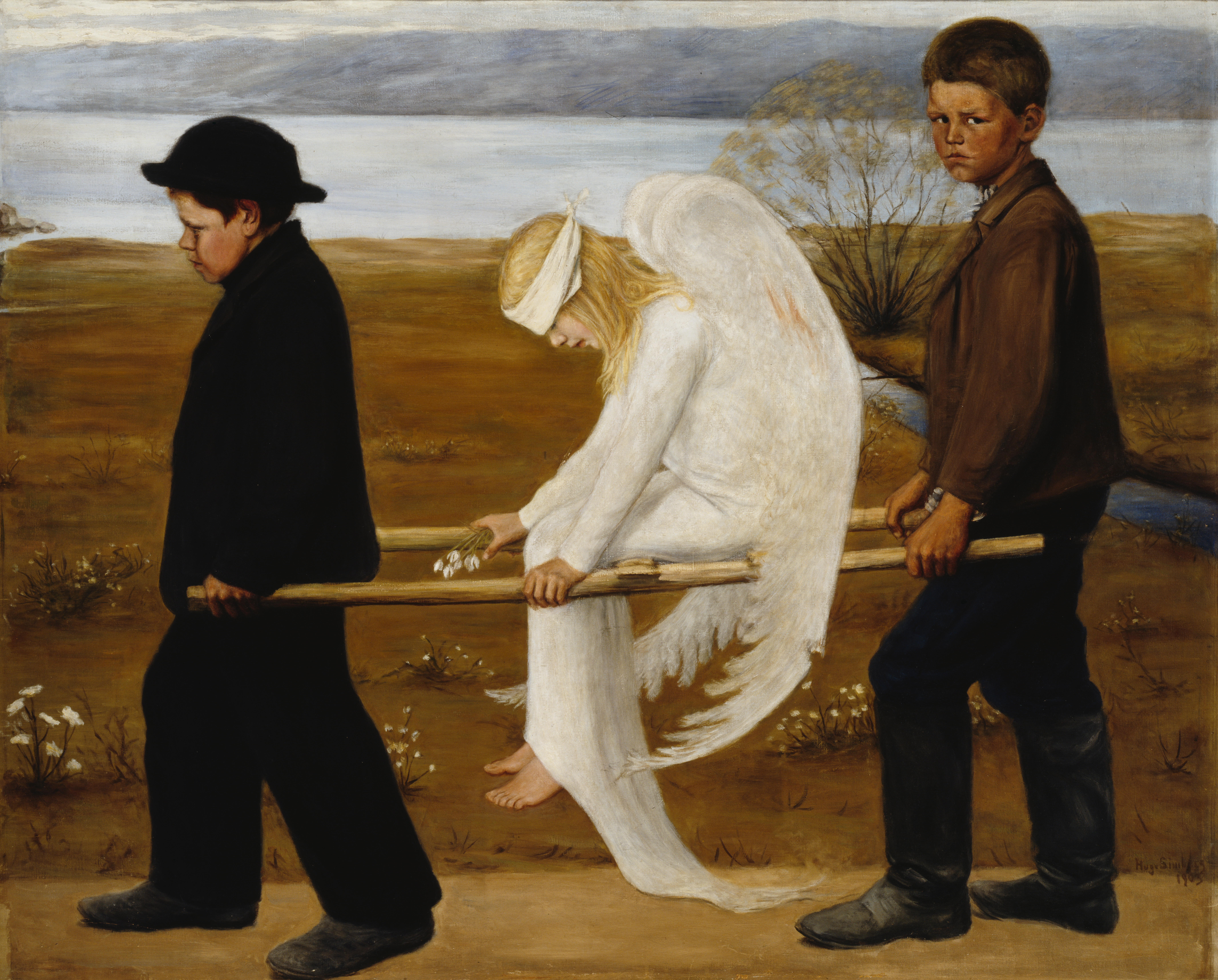
Ranny anioł, wybrany ulubionym fińskim obrazem ze zbiorów Ateneum w 2006

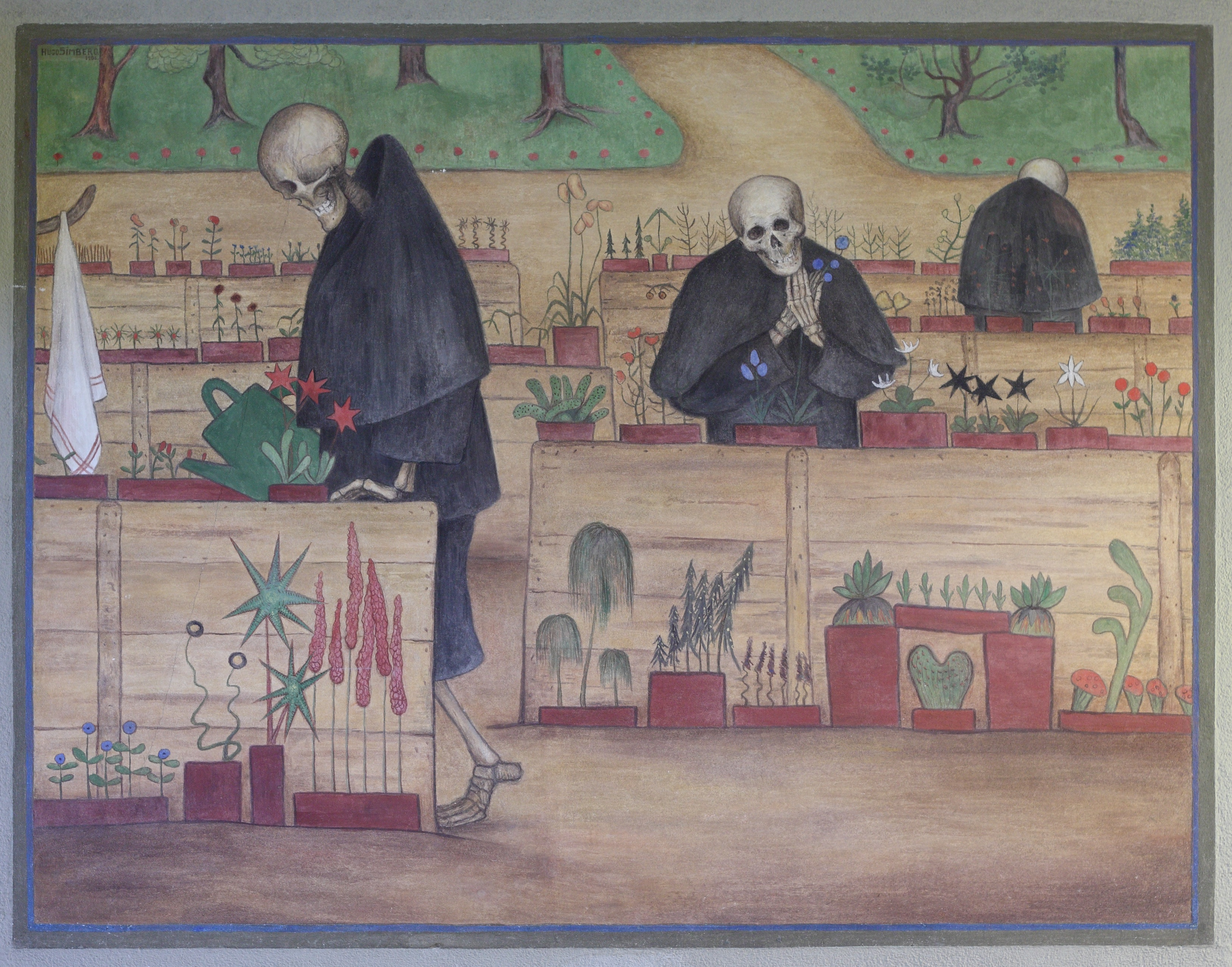
Ogród Śmierci – fresk a katedrze w Tampere

Hugo Gerhard Simberg (ur. 24 czerwca 1873 w Haminie, zm. 12 lipca 1917 w Ähtäri) – fiński malarz, przedstawiciel symbolizmu.

## Życiorys
Hugo Simberg urodził się 24 czerwca 1873 roku w Haminie. Simberg wraz z bratem bliźniakiem Paulem dorastał w wielodzietnej rodzinie . Kiedy bracia mieli osiem lat, rodzina przeniosła się do Wyborga . Tam bracia chodzili do szkoły, a Hugo kształcił się w zakresie rysunku w szkole wieczorowej . W 1893 roku Paul Simberg rozpoczął studia w Helsinkach i Hugo wkrótce do niego dołączył . Hugo uczęszczał do szkoły Fińskiego Towarzystwa Sztuki, a jego nauczycielkami były Helene Schjerfbeck (1862–1946) i Elin Danielson-Gambogi (1861–1919) . Hugo nie był jednak zadowolony z przebiegu edukacji i wkrótce skontaktował się z Akselim Gallen-Kallelą (1865–1931) prosząc go o przyjęcie do jego pracowni jako asystenta . Gallen-Kallela wyraził zgodę i Simberg rozpoczął prace dla Gallen-Kalleli w jego pracowni w Ruovesi .
W 1895 roku, przebywając w Ruovesi, Simberg namalował jeden ze swoich najsłynniejszych obrazów – Halla (pol. „mróz”) przedstawiający dużą białą postać siedzącą na snopie zboża i wydmuchującą zimne powietrze . W 1896 roku Simberg stworzył serię obrazów z małym diabłem interweniującym w życie ludzi . W tym samym roku za namową Gallen-Kalleli Simberg odbył podróż studialną do Londynu i Paryża a w latach 1897–1898 do Włoch. Po zakończeniu nauki u Gallen-Kalleli w 1897 roku, planował założenie własnej pracowni w sąsiedztwie w Ruovesi, jednak nie starczyło mu na to środków . W 1898 roku wziął udział w wystawie fińskich artystów w 1898 roku, gdzie jego prace zostały przejęte krytycznie . W 1899 roku udał się na Kaukaz na zaproszenie swojego przyrodniego brata Carla, który pracował jako inżynier kolejowy w Tbilisi . Po powrocie nabył swoje pierwsze studio w Helsinkach i poświęcił się malarstwu. W okresie tym powstało wiele prac, które znalazły uznanie krytyki .
Latem 1902 roku wraz z innym fińskim malarzem symbolistą Magnusem Enckellem (1870–1925) udał się w podróż do Nowej Zelandii . Jesienią zapadł na zapalenie opon mózgowo-rdzeniowych i przez większą część zimy był przykuty do łóżka . Po wyzdrowieniu namalował prawdopodobnie swoje najbardziej znane dzieło – obraz znany jako Ranny anioł .
Wkrótce potem, otrzymał wraz z Enckellem zlecenie udekorowania wnętrz katedry w Tampere . Simberg namalował m.in. dwa freski – wersję Rannego anioła i Ogród Śmierci .
Zimą 1907 roku Simberg wyjechał do Stanów Zjednoczonych i spędził Boże Narodzenie w Niagara Falls . Pobyt ten nie miał jednak wpływu na jego sztukę . Po powrocie wynajął nowe studio w Helsinkach i zbudował letnie studio w Säkkijärvi w południowej Karelii (teren obecnej Rosji) . Pracował jako nauczyciel w szkole rysunku prowadzonej przez Fińskie Towarzystwo Sztuki .
W 1910 roku ożenił się z Anni Bremer, z którą miał syna Toma i córkę Uhrę Beatę . Podczas podróży poślubnej do Paryża zapoznał się z malarstwem modernistycznym . Pod koniec życia zafascynował się ekspresjonizmem . Jednym z najważniejszych obrazów tego okresu jest Pod wieczór z 1913 roku .
Simberg zmarł po nagłej i krótkiej chorobie 12 lipca 1917 roku w Ähtäri .

## Twórczość

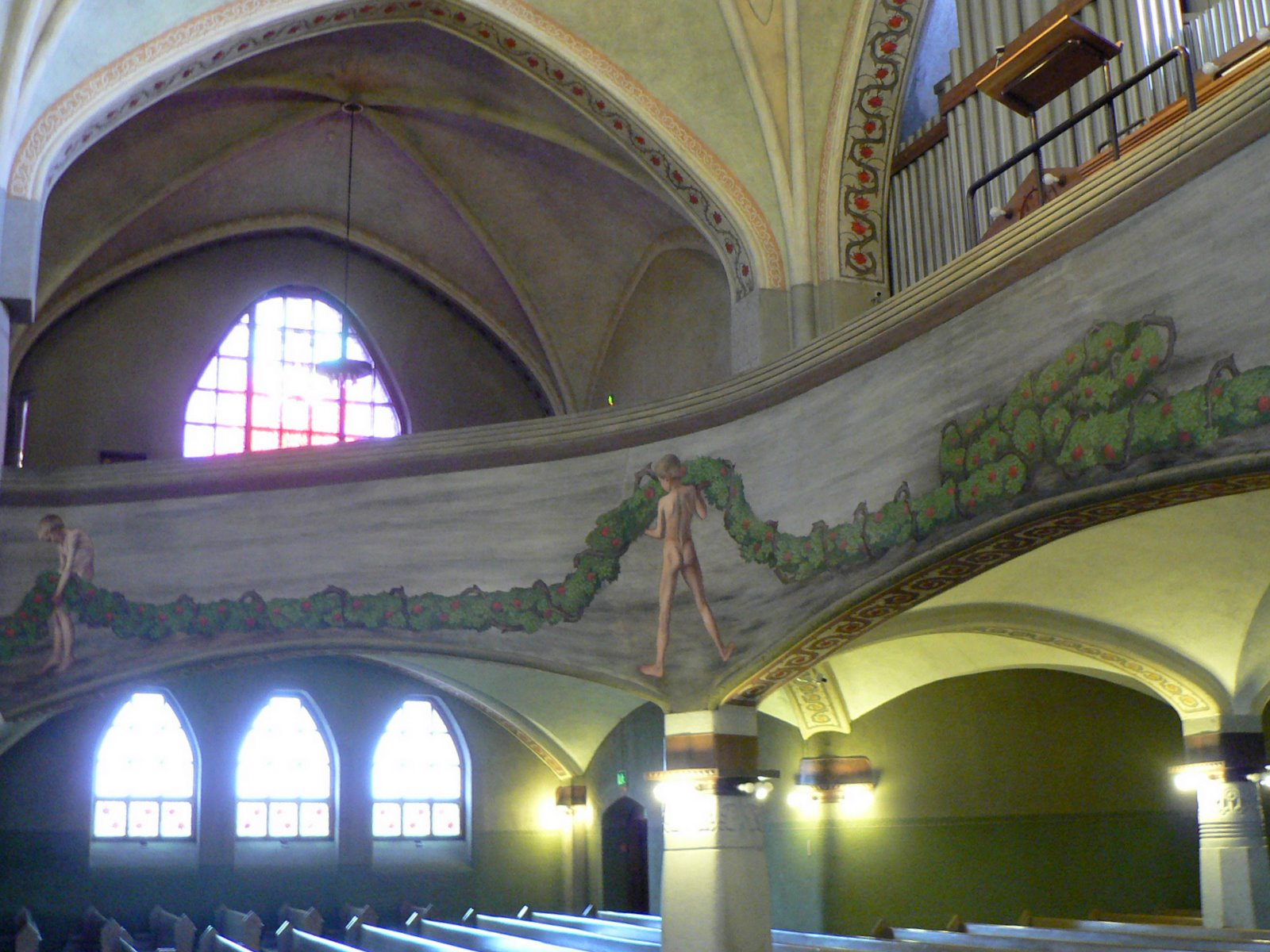
Wnętrze katedry w Tempere. Hugo Simberg namalował monumentalny fresk katedry w Tampere, przedstawiający 12 nagich chłopców trzymających winorośl.

Simberg znany jest przede wszystkim jako symbolista. Wiele motywów czerpał z tradycji ludowych, tworząc obrazy, gdzie diabły, anioły i śmierć pojawiały się w świecie ludzkim. Prace te charakteryzują się intensywną kolorystyką, przypominając dzieła sztuki naiwnej. Simberg tworzył przede wszystkim niewielkie akwarele, rysunki i grafiki.
W 1899 roku jego projekt symbolicznego gryfa zwyciężył w konkursie na logo firmy UPM-Kymmene – jest to najstarsze logo fińskiej firmy.

## Upamiętnienie
W 1973 roku w 100. rocznicę urodziny Simberga poczta fińska wydala znaczek z obrazem artysty.
W 100. rocznicę śmierci artysty w Ähtäri odsłonięto pomnik projektu jego wnuka Jana.